# Dammhättesnäckor
Dammhättesnäckor (Acroloxidae) är en familj inom stammen blötdjur som tillhör klassen snäckor.
Dammhättesnäckor är sötvattensnäckor, det vill säga lever i sötvattensmiljöer. 
Typsläkte för familjen är Acroloxus.